# La papallona que picava de peus
La papallona que picava de peus (en txec Motýl, který dupal), H. 153, és un ballet en un acte compost per Bohuslav Martinů el 1926, basat en la història The butterfly that stamped de la col·lecció de contes Just So Stories de Rudyard Kipling.
Aquest ballet no es va arribar a estrenar a l'escenari a causa de la manca d'acord amb l'administrador dels drets d'autor de Kipling. Tanmateix, l'estrena de la suite orquestral per ràdio el 1966 va oferir una visió parcial però reveladora de l'originalitat d'aquesta composició.